# 埃夫羅西尼夫卡
47°40′0″N 29°47′11″E / 47.66667°N 29.78639°E
葉夫羅西尼夫卡（烏克蘭語：Єфросинівка）是位於烏克蘭西南部的村莊，由敖德萨州波季利斯克区的庫亞利尼克市鎮負責管轄。該村始建於1925年，面積0.17平方公里，海拔高度202米，2001年人口18，人口密度每平方公里105.88人。